# (5255) Johnsophie
(5255) Johnsophie es un asteroide perteneciente al cinturón de asteroides, descubierto el 19 de mayo de 1988 por Eleanor F. Helin desde el Observatorio del Monte Palomar, Estados Unidos.

## Designación y nombre
Designado provisionalmente como 1988 KF. Fue nombrado Johnsophie en honor a John y Sophie Karayusuf, padres de Alford S. Karayusuf, amigo del descubridor. Bajo los cielos estrellados del desierto sirio, inspiraron a sus hijos a estudiar las estrellas y los planetas y a maravillarse ante la capacidad de la humanidad para explorar los cielos.

## Características orbitales
Johnsophie está situado a una distancia media del Sol de 2,670 ua, pudiendo alejarse hasta 2,717 ua y acercarse hasta 2,623 ua. Su excentricidad es 0,017 y la inclinación orbital 11,61 grados. Emplea 1594,11 días en completar una órbita alrededor del Sol.
Los próximos acercamientos a la órbita de Júpiter se producirán el 9 de diciembre de 2049 y el 31 de marzo de 2133, entre otros.

## Características físicas
La magnitud absoluta de Johnsophie es 13,3. Tiene 14 km de diámetro y su albedo se estima en 0,051.